# Сорака
Сорака (исп. Soracá) — город и муниципалитет в центральной части Колумбии, на территории департамента Бояка. Входит в состав Центральной провинции.

## История
Поселение, из которого позднее вырос город, было основано в 1776 году. Муниципалитет Сорака был выделен в отдельную административную единицу в 1954 году.

## Географическое положение
Город расположен в центральной части департамента, в гористой местности Восточной Кордильеры, на расстоянии приблизительно 3 километров к востоку-юго-востоку (ESE) от города Тунха, административного центра департамента. Абсолютная высота — 2802 метра над уровнем моря.
Муниципалитет Сорака граничит на северо-востоке с территорией муниципалитета Чивата, на востоке — с муниципалитетами Сьячоке и Виракача, на юго-востоке — с муниципалитетами Рамирики и Сьенега, на юго-западе — с муниципалитетом Бояка, на западе и северо-западе — с муниципалитетом Тунха. Площадь муниципалитета составляет 57 км².

## Население
По данным Национального административного департамента статистики Колумбии, совокупная численность населения города и муниципалитета в 2015 году составляла 5353 человека.
Динамика численности населения муниципалитета по годам:
| 2005 | 2006 | 2007 | 2008 | 2009 | 2010  | 2011 | 2012 | 2013 | 2014 | 2015 |
| ---- | ---- | ---- | ---- | ---- | ----- | ---- | ---- | ---- | ---- | ---- |
| 5945 | 5886 | 5840 | 5768 | 5715 | 5 640 | 5590 | 5529 | 5466 | 5395 | 5353 |

Согласно данным переписи 2005 года мужчины составляли 50,6 % от населения Сораки, женщины — соответственно 49,4 %. В расовом отношении белые и метисы составляли 99,3 % от населения города; индейцы — 0,7 %.
Уровень грамотности среди всего населения составлял 85 %.

## Экономика
65,3 % от общего числа городских и муниципальных предприятий составляют предприятия торговой сферы, 23,4 % — предприятия сферы обслуживания, 11,3 % — промышленные предприятия.